# Осташ Вікторія
Вікто́рія О́сташ (справжнє ім'я — Вікторія Вікторівна Хоню; нар. 9 травня 1972) — українська поетеса, книгознавиця, літературознавиця.

## Життєпис
Народилася 9 травня 1972 року у Києві, столиці Української РСР (тепер — столиця України).
У 1996 році закінчила Видавничо-поліграфічний факультет Київського політехнічного інституту. Після закінчення навчання — працювала на кафедрі видавничої справи та редагування Політехнічного інституту.
У 1997 році — лавреатка Літературної премії імені Богдана-Ігоря Антонича «Привітання життя».
У 1999 році — дипломантка конкурсу «Гранослов».
У 2001 році отримала звання кандидат філологічних наук. Із цього ж року — доцентка кафедри філології Київського університету театру, кіно і телебачення.
Членкиня літради Міжнародного клубу православних літераторів «Омілія».
Із 2003 році — керівниця Київської літературної студії «Перехрестя» при Спілці письменників України.
Із 2006 року — членкиня Спілки письменників України.
Із 2007 по 2010 рік — доцентка кафедри видавничої справи та редагування Інституту журналістики Київського університету.
У 2012 році — авторка ідеї і засновниця Всеукраїнського конкурсу урбаністичної поезії «Урба-Перехрестя».
У 2019 і 2020 роках — дипломантка літературно-музичного фестивалю «Інтереальність».

## Творчість
Дебютувала у 1993 році поезіями російською мовою «Надежды есть…», «Тогда горел закат…» та іншими у літературно-художньому журналі «Ренессанс» (перший номер журналу за 1993 рік).
Із 1996 року — писала переважно українською мовою.
Вірші й коротка проза надруковані в періодиці, збірниках, альманахах та антологіях: «Гранослов» (Київ), «Привітання життя» (Львів), «Крила» (Київ, 1999, 2002), «Потойбіч паузи» (Київ, 2005), «Склянка часу» (Канів, 2007), «Вакації-2» (Тернопіль, 2008), «Четвер» (2008), «Дніпро» (2009), «Сила малого» (Луцьк, 2009), «Спалах» (Черкаси, 2010), «Пастораль річечки» (Чернівці, 2011), «Сама» (Київ, 2013, серія "Літературна агенція «Банкова, 2»), «Викрадення Європи» (Київ, 2014). А також — у газетах «Літературна Україна» та «Українська літературна газета».
Авторка філософської та інтимної лірики, новел. Літературознавиця. Дослідниця історії видавничої справи.
Окремі поезії перекладено болгарською, французькою, англійською та російською мовами.